# Raubschloss (Brandau)

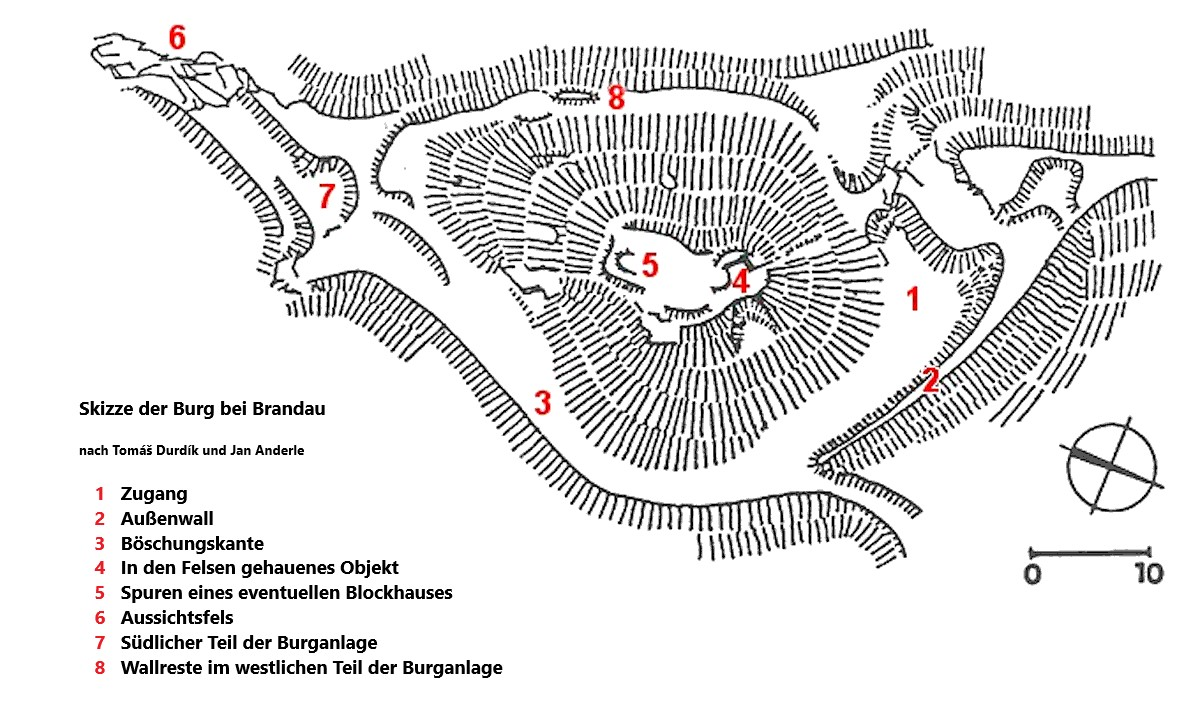
Lageplan des Burgstalls nach Tomáš Durdík und Jan Anderle

Mit dem Raubschloss Brandau (tschechisch Hrad u Brandova auch Loupežnická skála) wird eine abgegangene hochmittelalterliche Befestigungsanlage nahe dem Dorf Brandau im Ústecký kraj im tschechischen Teil des Erzgebirges bezeichnet. Die in die zweite Hälfte des 13. Jahrhunderts datierte Burg sicherte wahrscheinlich eine Furt über den Grenzfluss Natzschung.

## Namensüberlieferung
Der ursprüngliche Name der Burg bei Brandau kann nicht mit Sicherheit rekonstruiert werden, da bisher keine überlieferten Urkunden zur Wehranlage bekannt sind. Die älteste urkundliche Erwähnung der Burg findet sich in der sogenannten Ur-Oeder-Karte von 1585. In diesem Dokument wird das Areal der Anlage als NeudtSchloss zu Brandtner gemein bezeichnet. In der Umgangssprache sind sowohl im Tschechischen wie im Deutschen die Bezeichnungen Raubschloss, Raubfelsen oder Altes Schloss geläufig.

## Lage und Zustand
Der Burgstall befindet sich auf einem rund 547 Meter hohen Bergrücken zwischen dem Brandauer Ortsteil Kolonie und dem Olbernhauer Ortsteil Rothenthal. Von der Befestigung ist lediglich ein rund 20 Meter langer und bis zu 5 Meter tiefer Halsgraben sowie Reste einiger Wallanlagen erhalten geblieben.

## Aufbau
Die kleine Wehranlage nahm den höheren südlichen Teil eines Bergsporns ein. Am Eingang auf der Nordseite wurde die Burg durch einen in den Fels gehauenen Halsgraben gesichert, der den zentralen Teil der Burg vom Rest des Bergrückens trennte. Eine an der Grabenkante künstlich geschaffene Bank diente vermutlich einer Bücke.
Archäologische Funde belegten, dass die Wehranlage aus Wällen mit Holzpalisaden bestanden haben muss, die ein zentral gelegenes Blockhaus oder einen Wehrturm gesichert haben dürften. Dafür spricht ein rechteckig in den Fels gehauenes Objekt in der Mitte der Anlage. Der eingefriedete Bereich umschloss eine Fläche von rund 5 mal 14 Meter.

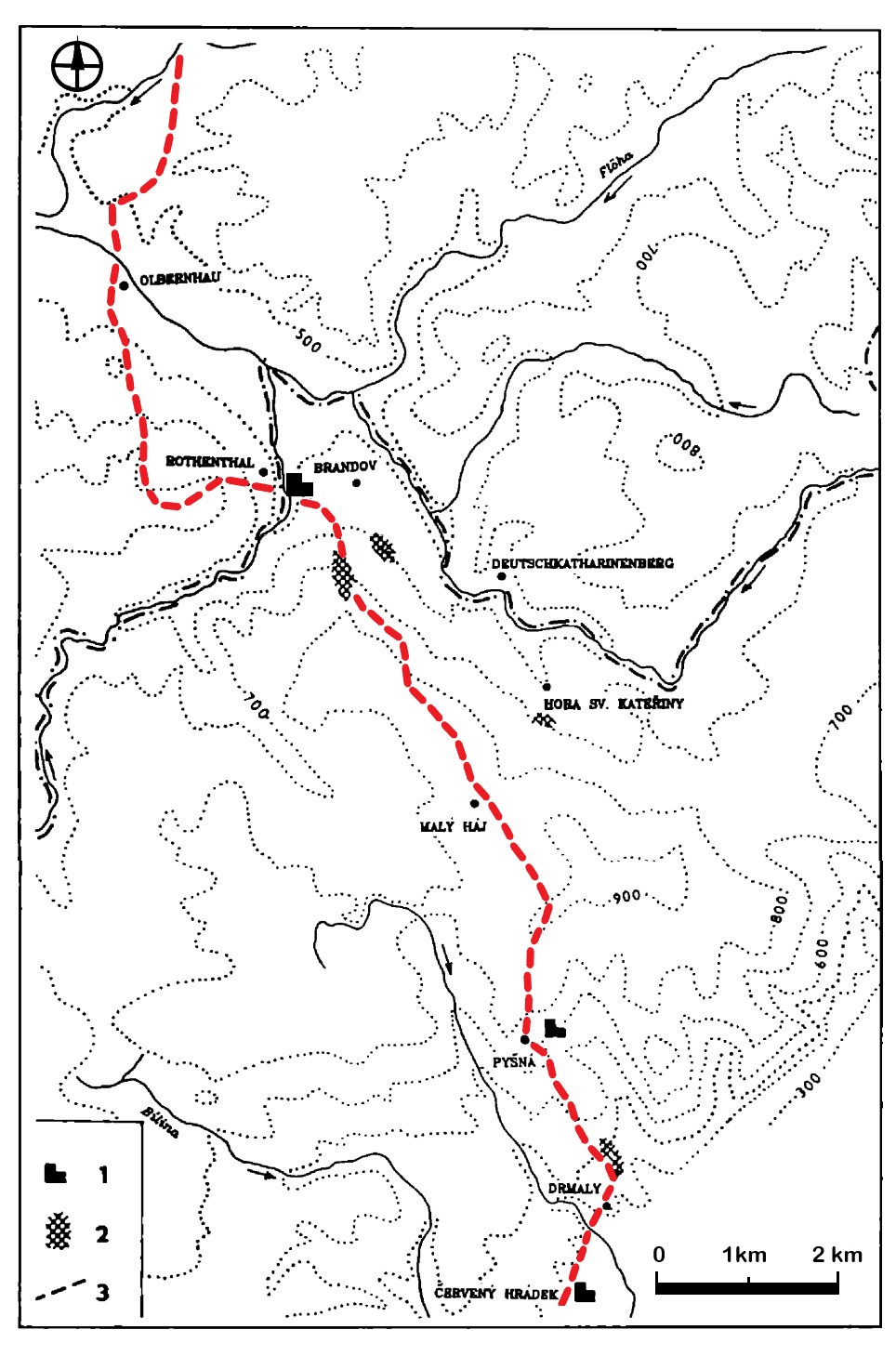
Ein Handelsweg zwischen der Markgrafschaft Meißen und dem Königreich Böhmen überquerte an der Burg eine Furt im Grenzfluss Natzschung.

## Geschichte und Funktion
Die Wehranlage wurde Mitte des 13. Jahrhunderts wahrscheinlich auf Initiative des böhmischen Königs angelegt und bestand nur bis zur Wende zum 14. Jahrhundert. Im Umfeld der Burg bestand keine zugehörige alte Siedlung. Die Befestigung diente somit nicht als Fliehburg. Stattdessen wird angenommen, dass die Anlage als Vorposten oder Zollstation an einer Furt der Natzschung errichtet wurde, um einen Handelsweg über die Erzgebirgspässe zu sichern. Dieser Weg konnte in unmittelbarer Nähe lokalisiert werden und findet sich auch unter dem Namen Commotauer Strasse auf der Oeder-Karte. Auf der Hanggegenseite bei Rothethal wurden zudem professionell angelegte Wegabschnitte im Gelände nachgewiesen.
Die Historikerin Eva Černá ordnet die Anlage der Burg, den Ausbau des Wegenetzes sowie die ebenfalls in dieser Zeit im oberen Erzgebirge eingerichteten Wanderglashütten in den Zusammenhang des hochmittelalterlichen Landesausbaus. Entlang des Erzgebirgskamms wurden in dieser Zeit mehrere befestigte Anlagen aus Holz errichtet, die der Grenzüberwachung dienten. Die Wachposten wurden an Straßen errichtet, um bei Überfällen Nachrichten in das böhmische Kernland zu übermitteln. Für die Burganlage bei Brandau lässt sich eine Verbindung bis Komotau nachweisen. Mit dem Ende des Landesausbaus verloren die Anlagen ihre Bedeutung. Über den Burgherren liegen keine Informationen vor.

## Ausgrabungen
In den Jahren 1986 bis 1989 wurde der Burgstall der Wehranlage mehrmals archäologisch untersucht. Dabei konnte zunächst die bis dahin nur mündlich überlieferte Existenz der Burg bestätigt werden. Die Ausgrabungen förderten 128 Keramikscherben und einen stark korrodierten eisernen Nagel zu Tage. Die schlichte Gebrauchskeramik ermöglichte eine Datierung der Befestigung auf die Mitte und zweite Hälfte des 13. Jahrhunderts. Daneben wurden verkohlte Holzreste gefunden, die nahelegen, dass die Anlage abgebrannt und nicht wieder aufgebaut wurde.

## Sagen
Das Raubschloss Brandau ist Schauplatz zahlreicher Sagen. Die erste Legende berichtet, dass der Felsen seinen Namen von einem Raubritter erhielt, der einst dort lebte. Als der Ritter auf der Suche nach Beute war, wurde die Burg von seinen Feinden angegriffen. Sie besetzten die Anlage, wollten auf den Ritter warten und ihn schließlich gefangen nehmen. Der zurückkehrende Raubritter erkannte den Hinterhalt jedoch rechtzeitig und sprang mit seinem Pferd den steilen Hang hinunter ins Tal. Er wurde bei dem Sturz tödlich verletzt und starb kurze Zeit später. Die Burg des Räubers soll anschließend entweder abgebrannt oder im Boden versunken sein.
Eine andere Legende erzählt von einem kleinen grauen Mann, der von einem Jungen aus einer Wildhüterhütte in der Nähe des Räuberfelsens empfangen wurde. Der kleine Mann führte den Jungen zu einer geheimen Tür am Burgberg, durch die sie in einen großen Raum traten. Dort war eine große Menge Geld deponiert, von der der Junge jeden Tag einen kleinen Teil mitnehmen konnte, solang er niemanden das Geheimnis verriet. Das ging so lange gut, bis der Junge vor seinem Freund angeben und ihm die verborgene Schatzkammer zeigen wollte. Danach schaffte er es zwar hineinzukommen, aber der Ausgang wurde ihm auf ewig versperrt.
Eine dritte Legende erzählt von einer weißen Dame, die am Pfingstmontag für eine halbe Stunde aus dem Felsen des Raubschlosses tritt. Davon wusste ein Mann aus dem sächsischen Dorf Rothental, das direkt gegenüber der Burg hinter dem Grenzbach liegt. Als die weiße Dame aus dem Felsen trat, überquerte der Mann furchtlos den Grenzstrom und spielte mit seiner Geige seine schönsten Melodien, in der Hoffnung, reich belohnt zu werden. Aber die weiße Dame füllte einfach seinen Geigenkasten mit Blättern und verschwand. Der wütende Mann schüttelte das Laub aus und lief nach Hause. Dort fand er jedoch im Kasten drei glänzende Taler. Erst dann erkannte er seinen Fehler, aber es war zu spät.
Ein andermal saß ein Mann am Ufer der Natschung und fischte. Da öffnete sich wieder die Tür im RaubSchloss, und drei weiße Frauen traten heraus, gingen zum Bache und wuschen ihre Hände. Als sie den Mann sahen, riefen sie ihm zu, er möge drei Säcke holen, was sich dieser nicht zweimal sagen ließ. Obwohl die Frauen die Säcke nur mit Laub füllten, trug sie der Mann doch eine weite Strecke. Als sie ihm aber zu schwer wurden, schüttete er das Laub aus. Doch blieben in jedem Sacke einige Blätter, die er später als reines Gold erkannte. So oft er auch später die Stelle wieder aufsuchte, wo ihm das Glück so gelächelt hatte, die Frauen sah er nie wieder.
Eine letzte Legende besagt, das am Palmsonntage eine Frau mit ihrem kleinen Kinde in derselben Gegend spazieren ging und zu einer Tür kam, die sie noch nie gesehen hatte. Neugierig versuchte sie, die Tür zu öffnen, was ihr auch gelang. Sie trat in ein einfaches Zimmer, in dessen Mitte ein Tisch mit Geld stand. Während sie das Kind auf den Tisch setzte, raffte sie schnell das Geld zusammen und trug es hinaus. Hier sah sie aber nur Laub in ihrer Schürze und fand, als sie ihr Kind wieder holen wollte, die Tür verschlossen. Ein Priester, den sie in ihrer Verzweiflung um Rat fragte, schalt sie ihrer Habsucht wegen und sagte ihr, dass sie in einem Jahre genau um dieselbe Stunde wieder bei der Tür warten müsse, bis sich diese öffne. Sie tat dies und fand auch wirklich ihr Kind, mit roten Äpfeln spielend, die sich im Freien in Goldklumpen verwandelten.

## Galerie

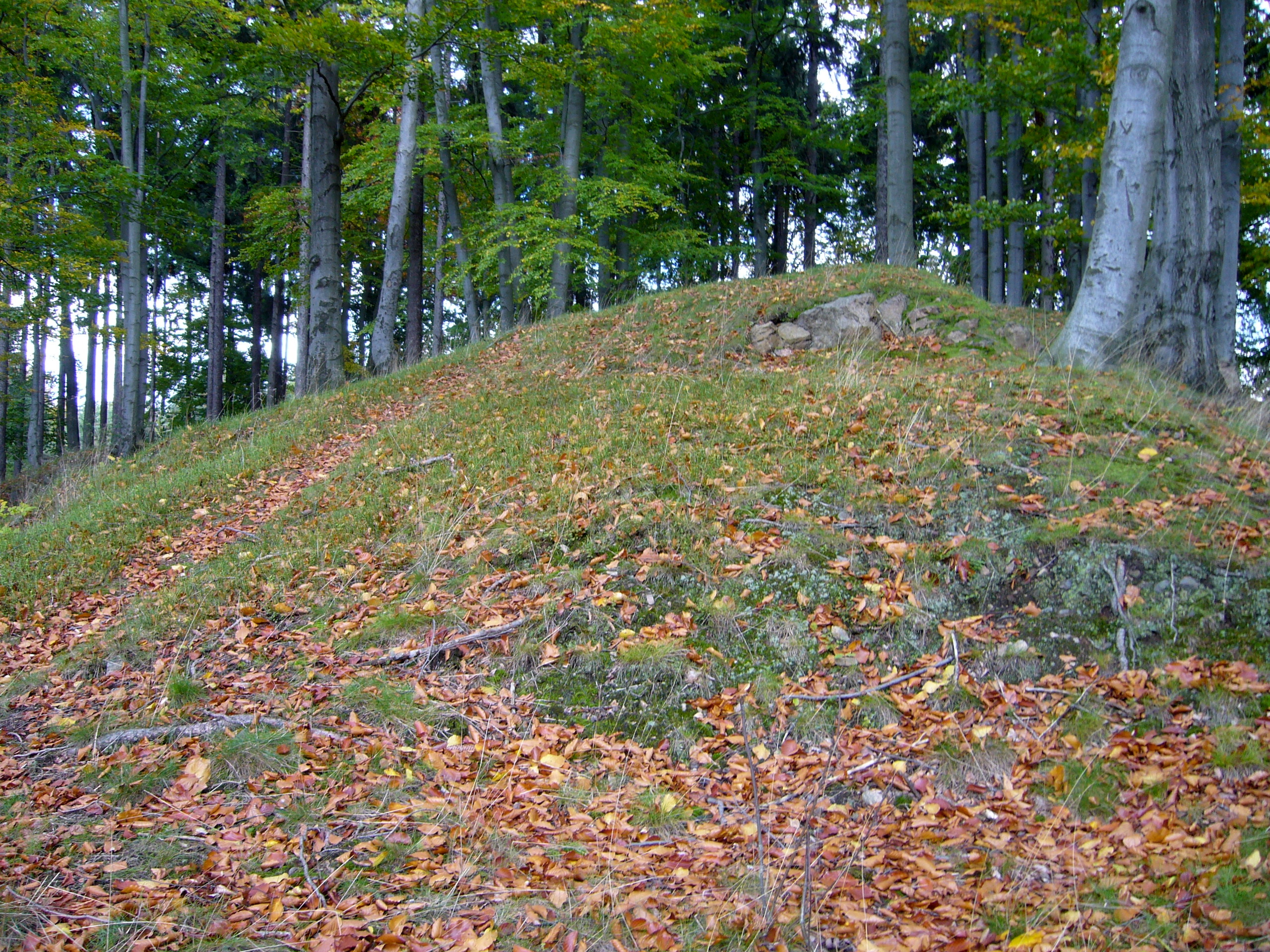
Das Kernareal war mit Palisaden eingefriedet.
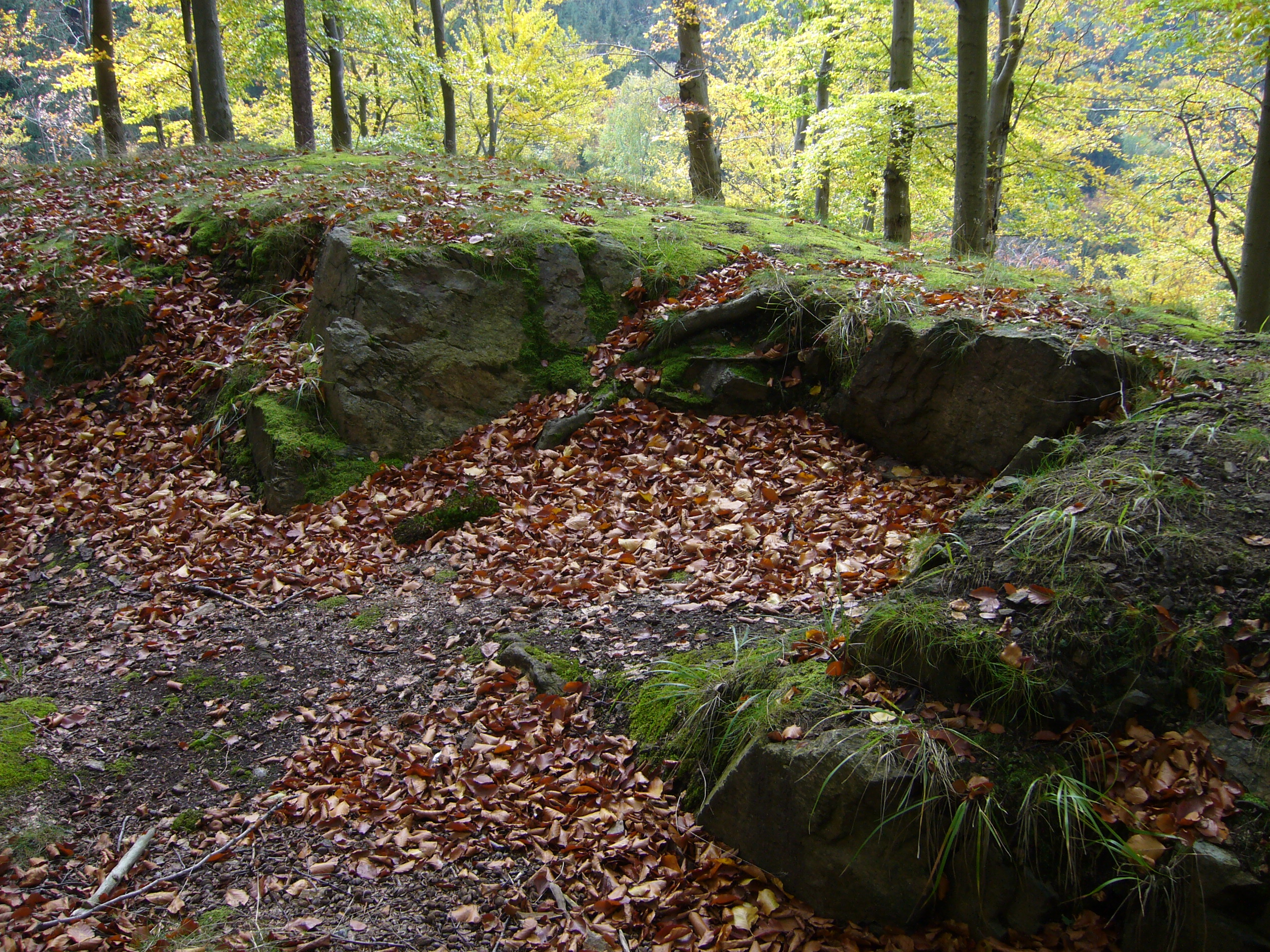
Ein rechteckig in den Fels gehauenes Objekt.
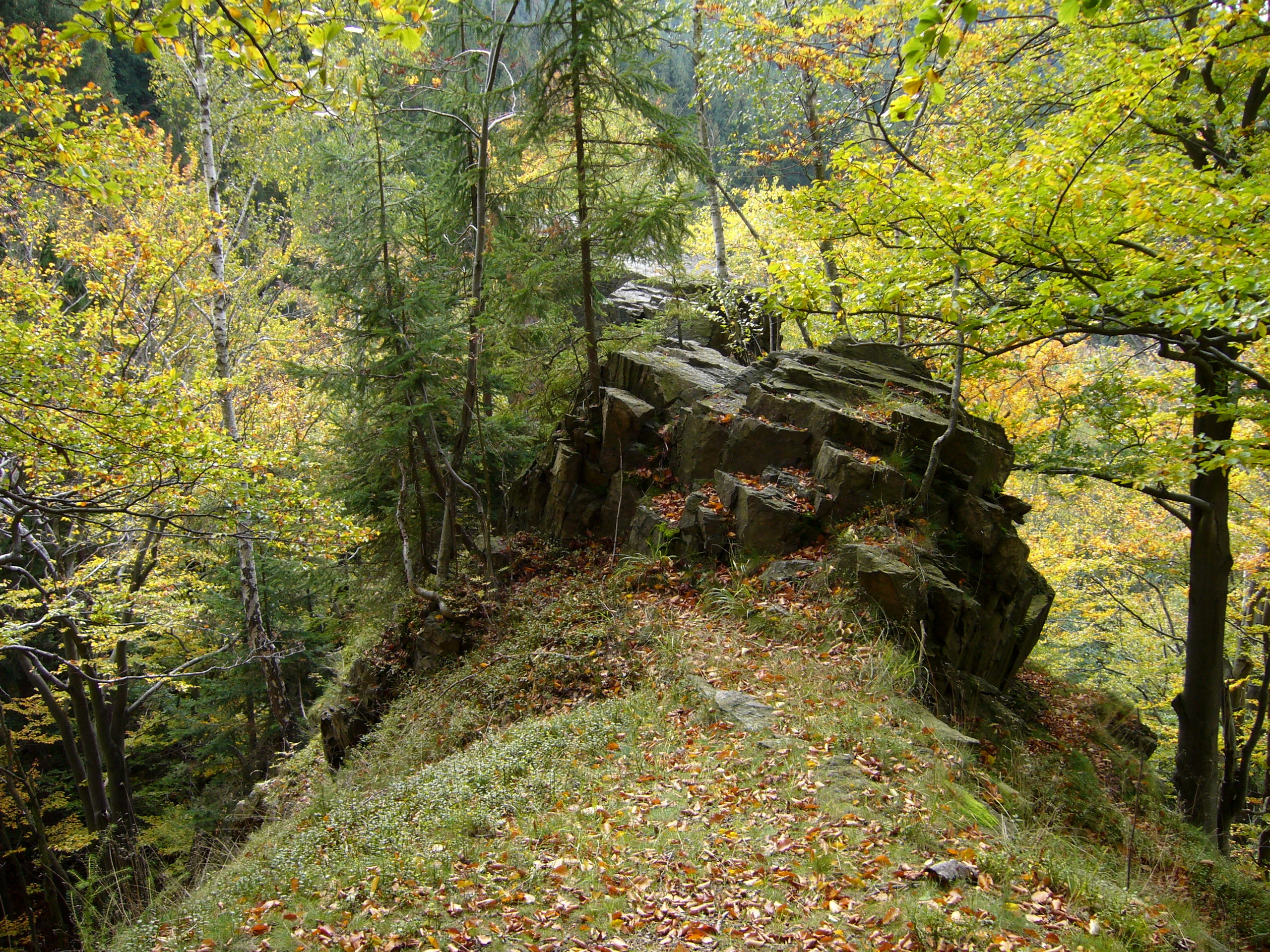
Ein Fels am südlichen Ende des Bergsporns